# RM4SCC

RM4SCCによるバーコードを含んだ一般的な住所の表示法

RM4SCC(Royal Mail 4-State Customer Code)は、イギリスのロイヤルメールで使用されている、郵便番号を示すバーコードである。ロイヤルメール内ではCBC（Customer Bar Code、カスタマバーコード）と呼ばれている。

## エンコードと内容

RM4SCCの文字の割り当て

RM4SCCで使用されるバーには、短い物、上方に伸びるもの、下方に伸びるもの、上下両方に伸びるものの4種類ある。名称に含まれる"4-State"はこれに由来する。4つのバーで1つの文字を表現する。よって、36種類の文字を表すことができ、右図のように、アルファベットと0～9までの数字に割り当てている。このほかにスタートシンボルとストップシンボルを定義している。
RM4SCCのバーコードは、スタートシンボル、6桁の郵便番号、2桁のDPS(Delivery Point Suffix)、1桁のチェックサム、ストップシンボルからなる。DPSは、1つの郵便番号エリア内の個別の配達先（メールボックス）を識別するために使われるコードで、1Aから9Tまでの2桁のコードが割り当てられている。DPSが割り当てられていない場合には、9Uから9Zまでがデフォルトコードとして使用される。DPSは、ロイヤルメールが提供する郵便番号住所ファイルに記載されている。

### チェックサム
各文字について、構成するそれぞれのバーの上半分と下半分にバーがある場合は1、ない場合は0とし、先頭から4,2,1,0の重み付けをしたものの合計を6で割った余りを求める。例えば、Bのシンボルの上半分は0101で数値は2、下半分は1100で数値は0となる。
| 上半分 | 上半分 | 下半分 | 下半分 | 下半分 | 下半分 | 下半分 | 下半分 |
| 上半分 | 上半分 | 0011   | 0101   | 0110   | 1001   | 1010   | 1100   |
| 上半分 | 上半分 | 1      | 2      | 3      | 4      | 5      | 0      |
| ------ | ------ | ------ | ------ | ------ | ------ | ------ | ------ |
| 0011   | 1      | 0      | 1      | 2      | 3      | 4      | 5      |
| 0101   | 2      | 6      | 7      | 8      | 9      | A      | B      |
| 0110   | 3      | C      | D      | E      | F      | G      | H      |
| 1001   | 4      | I      | J      | K      | L      | M      | N      |
| 1010   | 5      | O      | P      | Q      | R      | S      | T      |
| 1100   | 0      | U      | V      | W      | X      | Y      | Z      |

バーコード全体について、上半分、下半分のそれぞれについてこの値を合計し、それを6で割った余りを求める。BX11LT1Aというコードの場合、上半分は2+6+1+1+4+5+1+2 = 22 = 6×3+4で余りは4、下半分は6+4+2+2+4+0+2+5 = 25 = 6×4+1で余りは1となる。これを上の表に当てはめたものがチェックサムとなる。上の例の場合は上半分が4、下半分が1のため、チェックサムはIとなる。

## RM4SCCを元にしたコード
PostNLでは、RM4SCCに手を加えたKIX（オランダ語: Klant IndeX、顧客インデックス）を使用している。RM4SCCとの違いは、開始・終了のシンボルやチェックサムを省略していること、郵便番号とサフィックスの間に区切り文字として"X"を挿入すること、バーコードを住所の下に配置することである。
シンガポール・ポストでは、RM4SCCをそのまま使用している。